# SRS♂ありきたりなふたり♀
SRS♂ありきたりなふたり♀(えすあーるえす ありきたりなふたり)とは2012年公開の日本映画。監督は犬童一利。
主演の続城健太郎の実体験から生まれた物語。
本作は渋谷で公開された後、評判が全国に飛び火し、氷見絆国際映画祭（富山）で優秀賞を受賞、関西クィア映画祭（京都）、香川レインボー映画祭（香川）など日本中の映画祭に招待された作品。

## あらすじ
ベッドの中で交わり合うツヅケンとユイ。そんな中突然ユイの発した一言に、ツヅケンはそれ以上続けることが出来なくなってしまう。「昔手術したんだよね。男だったの、私。」
その突然のユイのカミングアウトに悩み葛藤するツヅケン。そんな中突然ツヅケンの前に現れたのは中性的な青年ミチルだった。ミチルに連れられて行った先はBar ライト。そこは性的少数者、いわゆるセクシャルマイノリティの集まるバーだったのだ。ツヅケンはセクシャルマイノリティの人たちと触れ合うことで自分がいかに無知だったかを知ることになる。
そんな中、ライブハウスの従業員であるアオイから告白を受ける。アオイは体も心も女性であるとツヅケンに迫る。
踏ん切りのつかないツヅケンとユイは衝突してしまう。出て行ってよとユイに部屋を追い出され出てゆくツヅケン。そして悩んだ末、ある結論に至る。その結論を出すためにライブに臨んだツヅケンだが果たしてその結論とは、、、

## 登場人物
- ツヅケン：続城健太郎

シンガーソングライター。恋人のユイが「元男性」だということを知り悩み葛藤する。
- ユイ：辻恵美

ツヅケンの恋人。元男性でSRS（性別適合手術）を受け、女性になる。
- ミチル：大咲貴徳

謎の青年。ツヅケンを「Bar ライト」へ招待する。
- リョウ：RE-JI

Bar ライトの常連客。見た目は男だが、「元女性」という過去を持つ人物。
- ヒカリ：Naki(CREA)

Bar ライトのバーテン。性同一性障害で体は女性だが心は男性。SRSのための費用を稼いでいる。
- ヒデ：Kentaro(Alianrhod)

バンドマン。友人のツヅケンの悩みが理解できず、ひどいことを言ってしまう。
- ヨシ：Yoshi(Alianrhod)

ヒデのバンドメンバー。冷静にツヅケンに現実的な意見を投げかける。
- アオイ：真由

ライブハウスの従業員。ツヅケンのことが昔から好きで告白する。
- タカオ：騨雄尚徳(Labitt-Heart's）

ライブハウス＆スタジオのオーナー。ツヅケンとは昔からの仲。

## スタッフ
- 監督：犬童一利
- 脚本：守口悠介
- プロデューサー：高田竜一 、横川康次
- 撮影／編集：曽根剛
- ジャケット制作協力：専門学校デジタルアーツ東京　デザイン学科
- 製作：Sound Records LLC.／株式会社REIZ INTERNATIONAL

- 主題歌：続城 健太郎「You & Me～ただそれだけのこと～」